# 8051 Pistoria
8051 Pistoria este un asteroid din centura principală de asteroizi.

## Descriere
8051 Pistoria este un asteroid din centura principală de asteroizi. A fost descoperit pe 13 august 1997 la San Marcello Pistoiese de Luciano Tesi și Gabriele Cattani. El prezintă o orbită caracterizată de o semiaxă mare de 2,26 ua, o excentricitate de 0,14 și o înclinație de 5,5° în raport cu ecliptica.